# باول كونور
باول كونور (بالإنجليزية: Paul Connor)‏ (12 يناير 1979 في المملكة المتحدة - ) هو لاعب كرة قدم بريطاني في مركز الهجوم. لعب مع ستوك سيتي وسوانزي سيتي وكامبريدج يونايتد ونادي روتشديل ونادي ليتون أورينت ونادي ميدلزبره ونادي هارتلبول يونايتد ونادي غاينسبورو ترينيتي ونادي غيتزهد ولينكولن سيتي أف سي ونادي مانسفيلد تاون ونادي كامبريدج ستي ونادي تشيلتنهام تاون لكرة القدم وShildon A.F.C. ‏.

## وصلات خارجية
- باول كونور على موقع قاعدة بيانات كرة القدم.إي يو (الإنجليزية)
- باول كونور على موقع Soccerbase.com (لاعب) (الإنجليزية)